# 遊女評判記
『遊女評判記』（ゆうじょひょうばんき）は、江戸時代初期 - 中期に刊行された遊女の評判記。
もとは仮名草子の中に遊廓を案内するものがあった。遊女一人一人の評判を記したものとして1655年（明暦元年）の「桃源集」があり、京都・嶋原遊郭の高級遊女（太夫・天神）53名を取り上げている。
宝暦（1751-1763年）頃まで刊行されたが、吉原遊廓の太夫が姿を消した時期に刊行が途絶えた。

## 関連文献
- 髙木まどか『近世の遊廓と客 遊女評判記にみる作法と慣習』吉川弘文館、2020年12月　ISBN　9784642043342